# 퀵E마트
퀵E마트(The Kwik-E-Mart, 〈Bart the General〉에서는 Quick-E-Mart로 표기)는 애니메이션 시리즈 《심슨 가족》에 등장하는 가공의 편의점이다. 인도인 이민자인 아푸 나하사피마테틸론이 운영하고 있으며 터무니없이 비싼 가격과 비위생적인 영업환경, 낮은 품질로 악명 높다. 〈The Telltale Head〉 에피소드에서 처음 등장하며 그 후로는 《심슨 가족》의 기본 설정으로 자리잡았다.